# Herb gminy Świerzno
Herb gminy Świerzno – symbol gminy Świerzno, ustanowiony 10 czerwca 1997.

## Wygląd i symbolika
Herb przedstawia na tarczy w polu białym czerwonego gryfa zachodniopomorskiego ze złotym dziobem i szponami, znajdującego się ponad zieloną murawą i trzymającego w szponach żółtą tarczę ze srebrnym okuciem, na której umieszczono trzy błękitne ryby w słup. Nad tarczą znajduje się czarny jeleń św. Huberta z żółtym krzyżem między rogami. Całość zwieńczona jest żółtą tabliczką, z czarnym napisem „Świerzno”.  